# تحفه‌ها
تحفه‌ها به کارگردانی و نویسندگی ابراهیم وحیدزاده، اولین ساخته او در زمینه فیلم بلند سینمایی در سال ۱۳۶۶ است.

## عوامل
| ابراهیم وحیدزاده            | نویسنده و کارگردان |
| محمود عبداللهی              | تهیه‌کننده          |
| ایرج صفوی                   | مدیر فیلمبرداری    |
| ابراهیم وحیدزاده            | تدوین              |
| محمدرضا علیقلی              | موسیقی متن         |
| میترا محاسنی                | عکاس               |
| نگار جاودان                 | طراح صحنه          |
| عبدالله اسکندری، رضا رادمنش | چهره پردازی        |

## خلاصه داستان
حشمت که در شیراز به حرفه حمالی اشتغال دارد اندک اندک سرمایه‌ای گرد می‌آورد...

## جوایز
- سیمرغ بلورین نقش دوم مرد در ششمین دوره جشنواره فیلم فجر - سعید پورصمیمی
- سیمرغ بلورین بهترین نمونه فیلم (آنونس) در هفتمین دوره جشنواره فیلم فجر - ابراهیم وحیدزاده
- کاندیدای بهترین نقش اول مرد در ششمین دوره جشنواره فیلم فجر - مهدی فتحی